# Canyon Matka

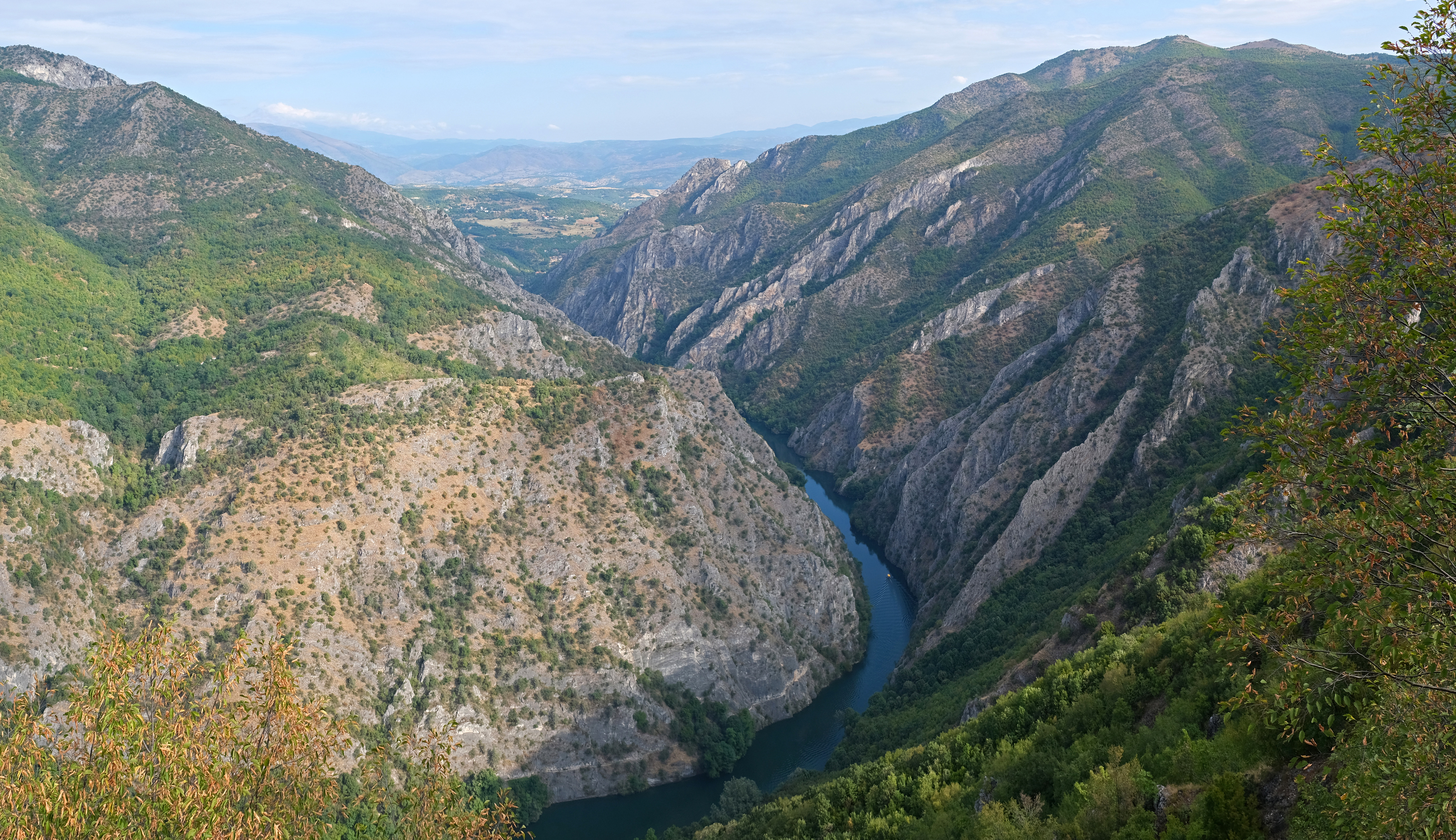
Canyon Matka.

Le canyon Matka est un canyon de Skopje occupé par le lac Matka, un lac artificiel. Il est situé près du village de Matka, dans la municipalité de Saraï qui fait partie de la ville de Skopje, capitale du pays.
Avec près de 5 000 hectares, le canyon est une destination touristique prisée du pays. On y trouve plusieurs monastères et des phénomènes karstiques remarquables parmi lesquels les grottes Vrelo (mk). L'une de ces grottes abrite l'un des plus profonds siphons naturels au monde, exploré jusqu'à −230 mètres en 2016.

## Galerie

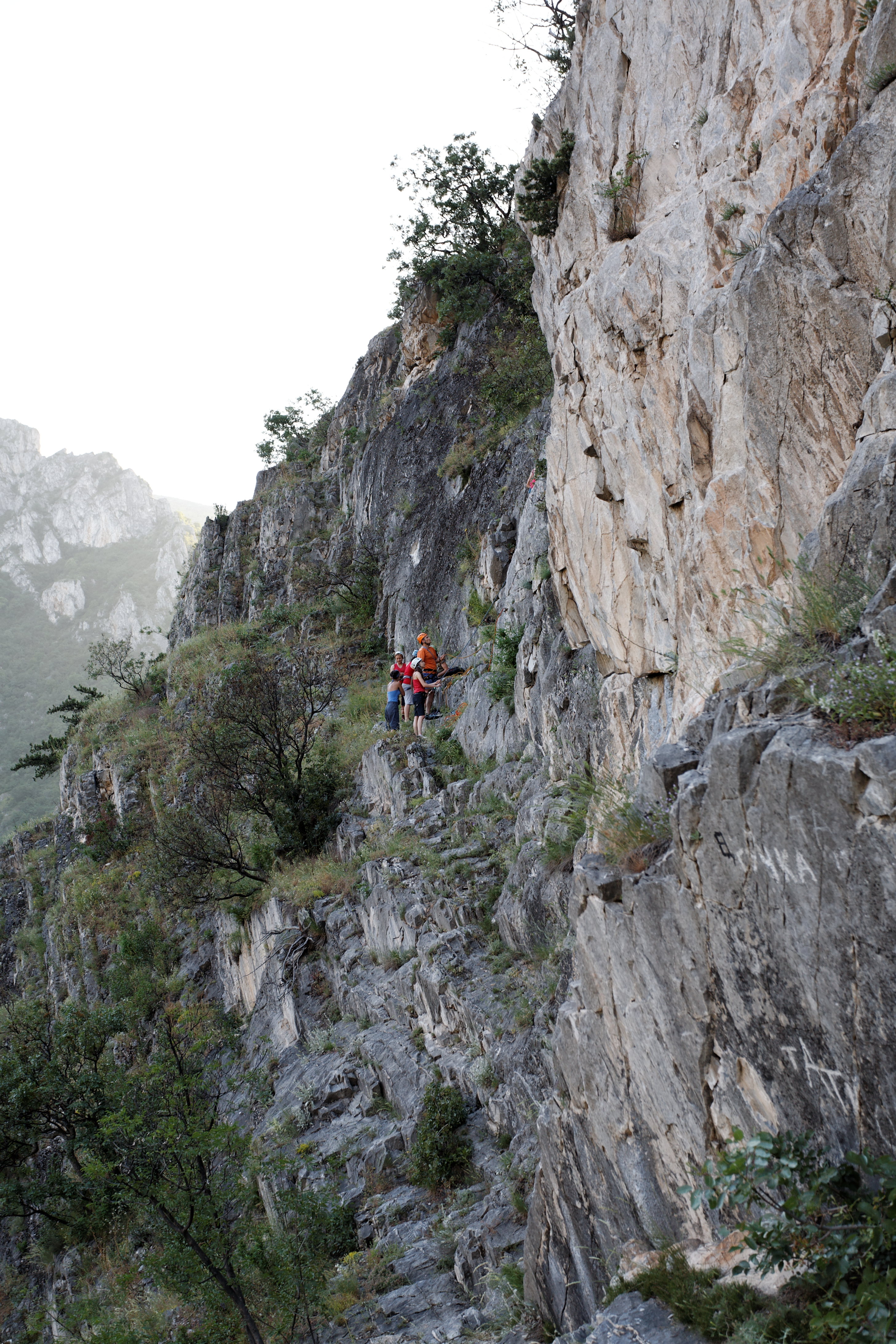
Grimpeurs.
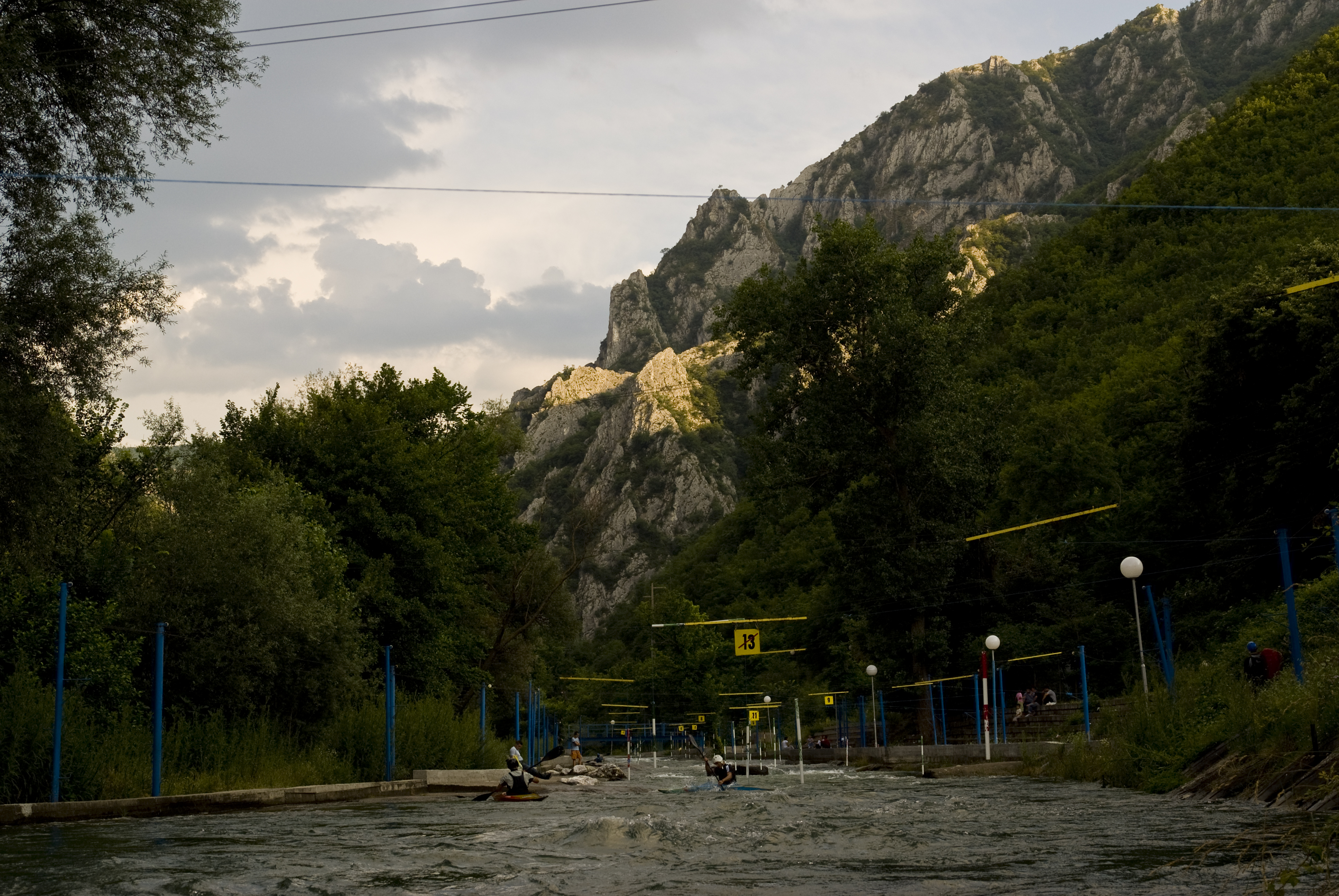
Kayakistes.
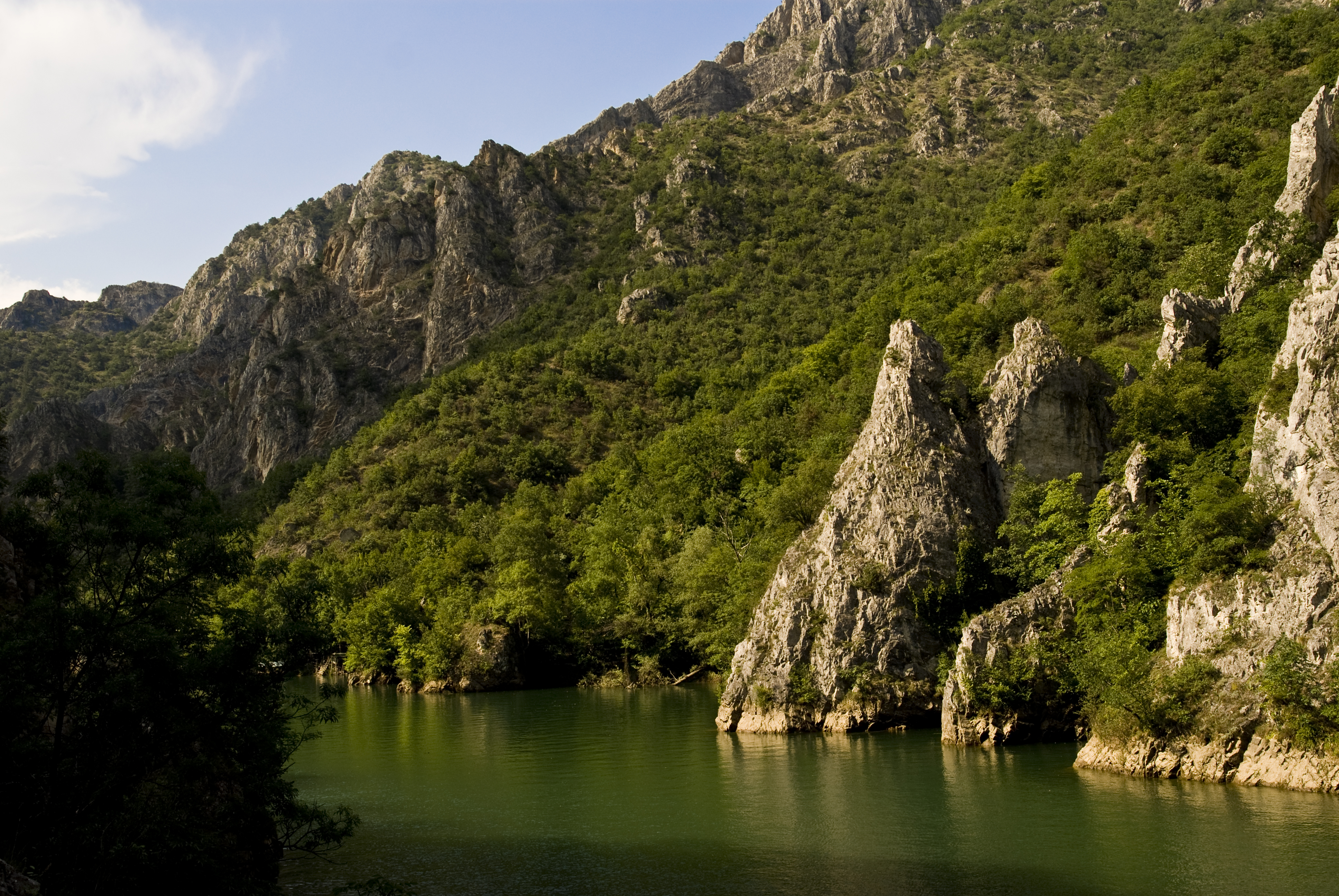
Lac Matka.
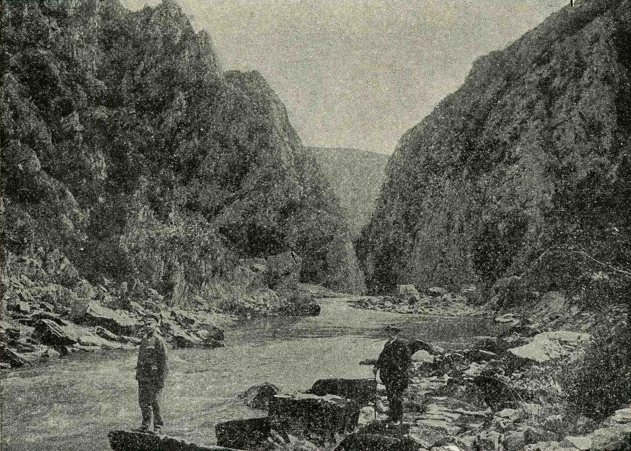
Matka en 1919.
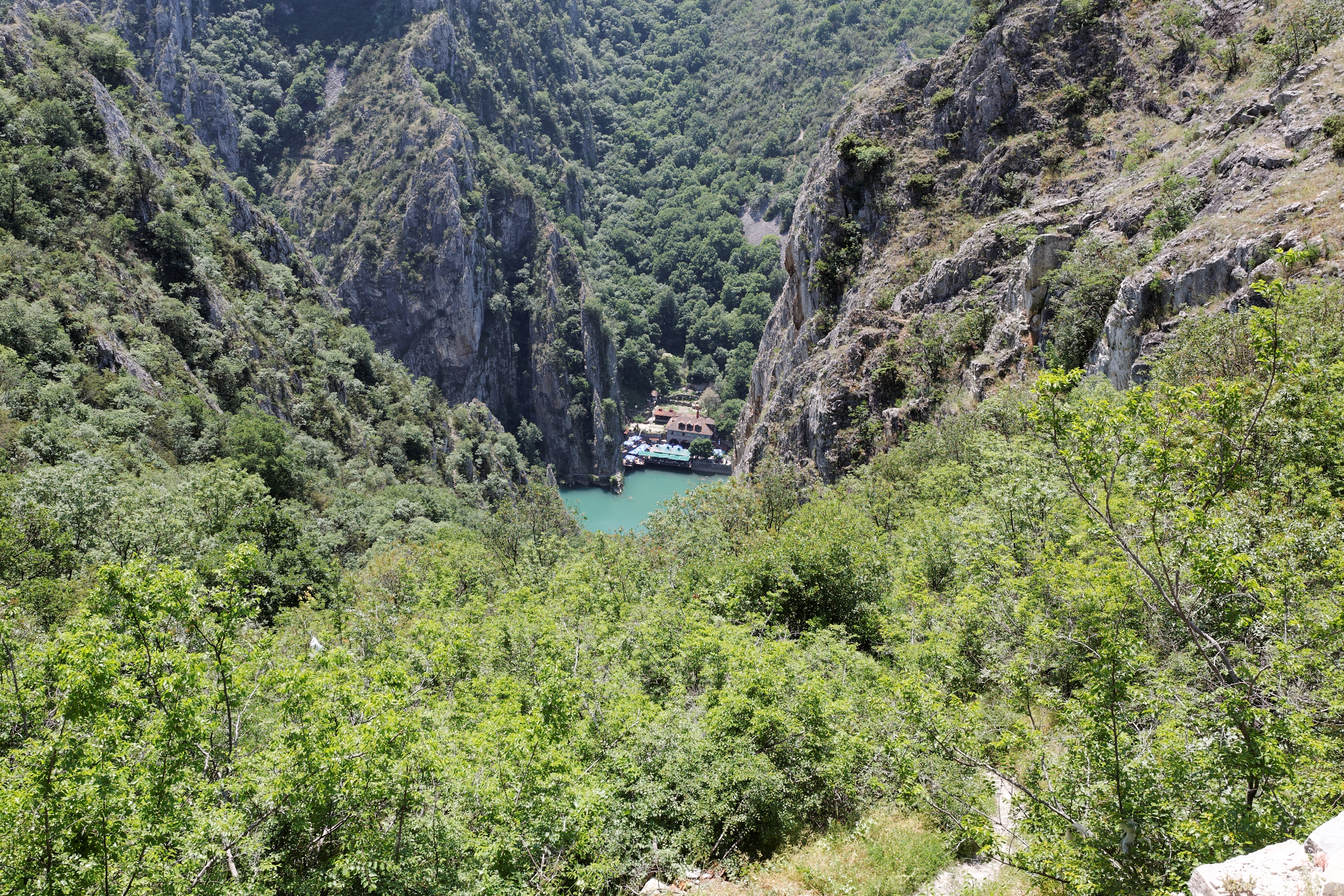
Vue dans le canyon.
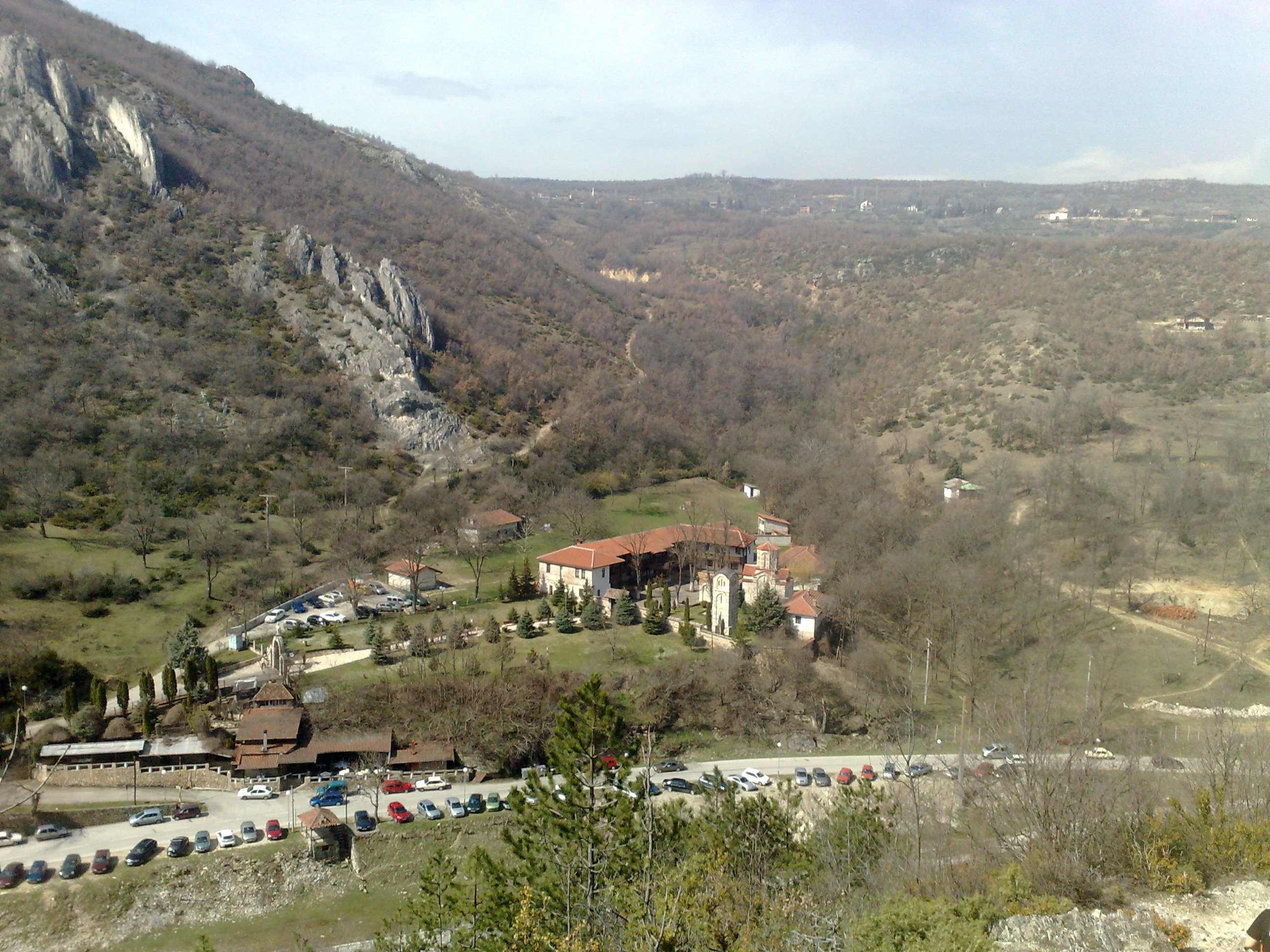
Monastère de Matka.
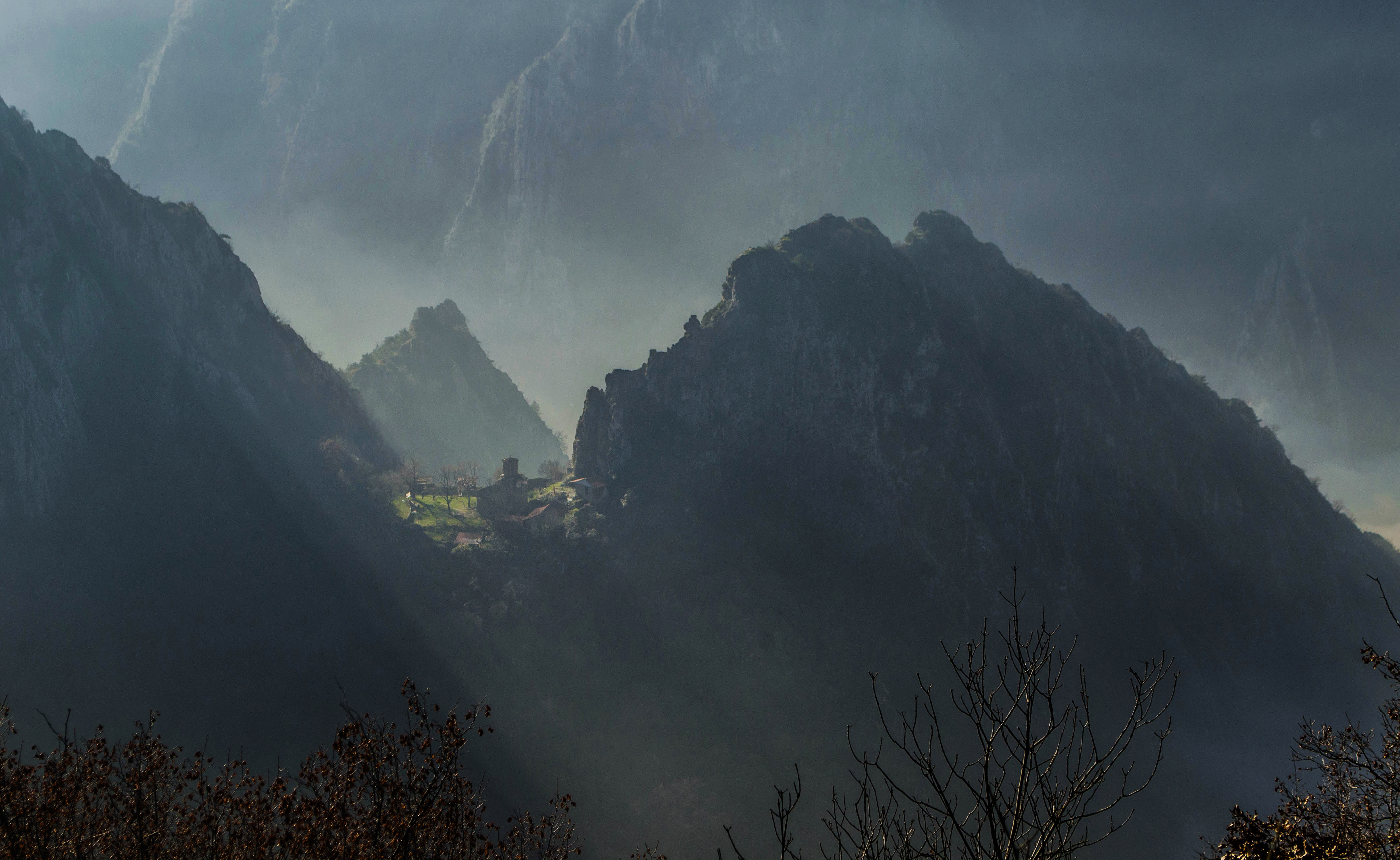
Monastère de Šiševo.
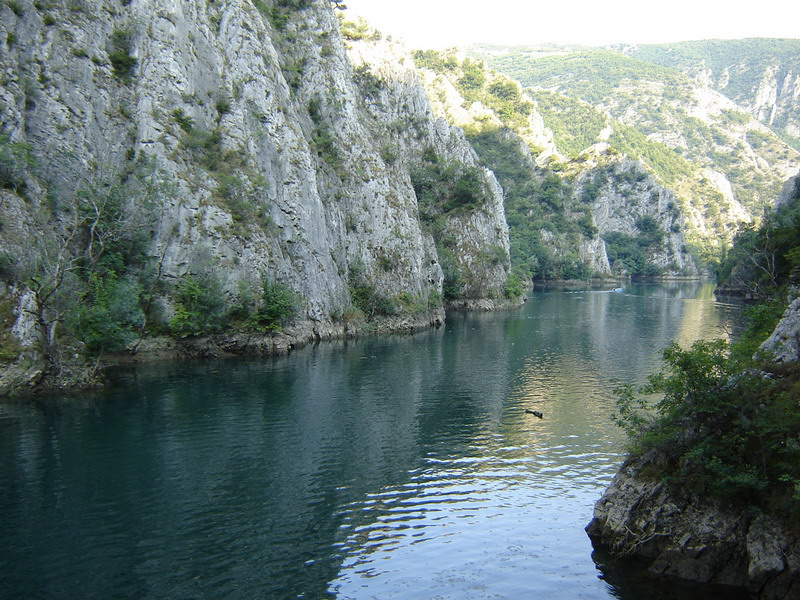
Falaises plongeant dans l'eau.
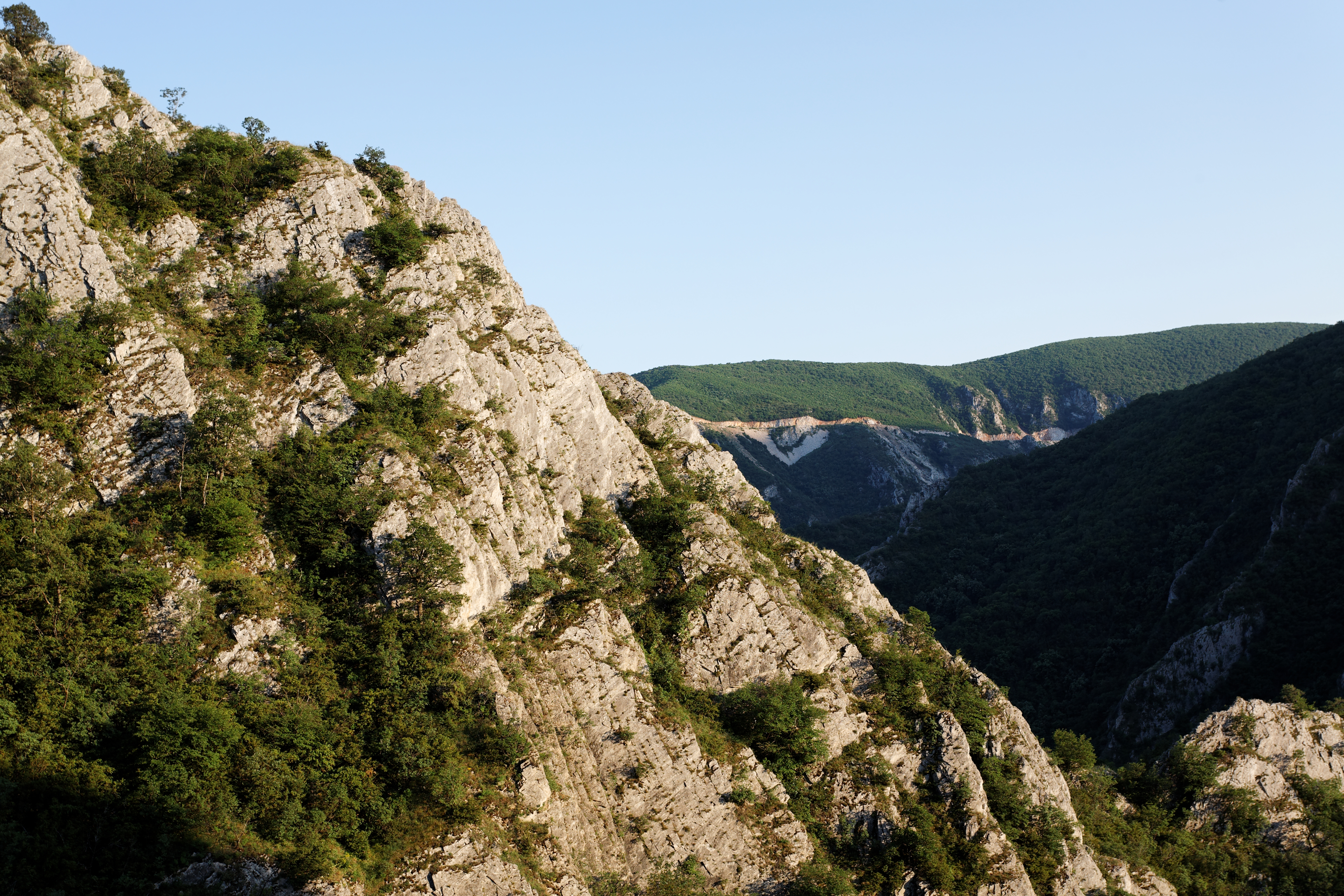
Matka et les montagnes environnantes.
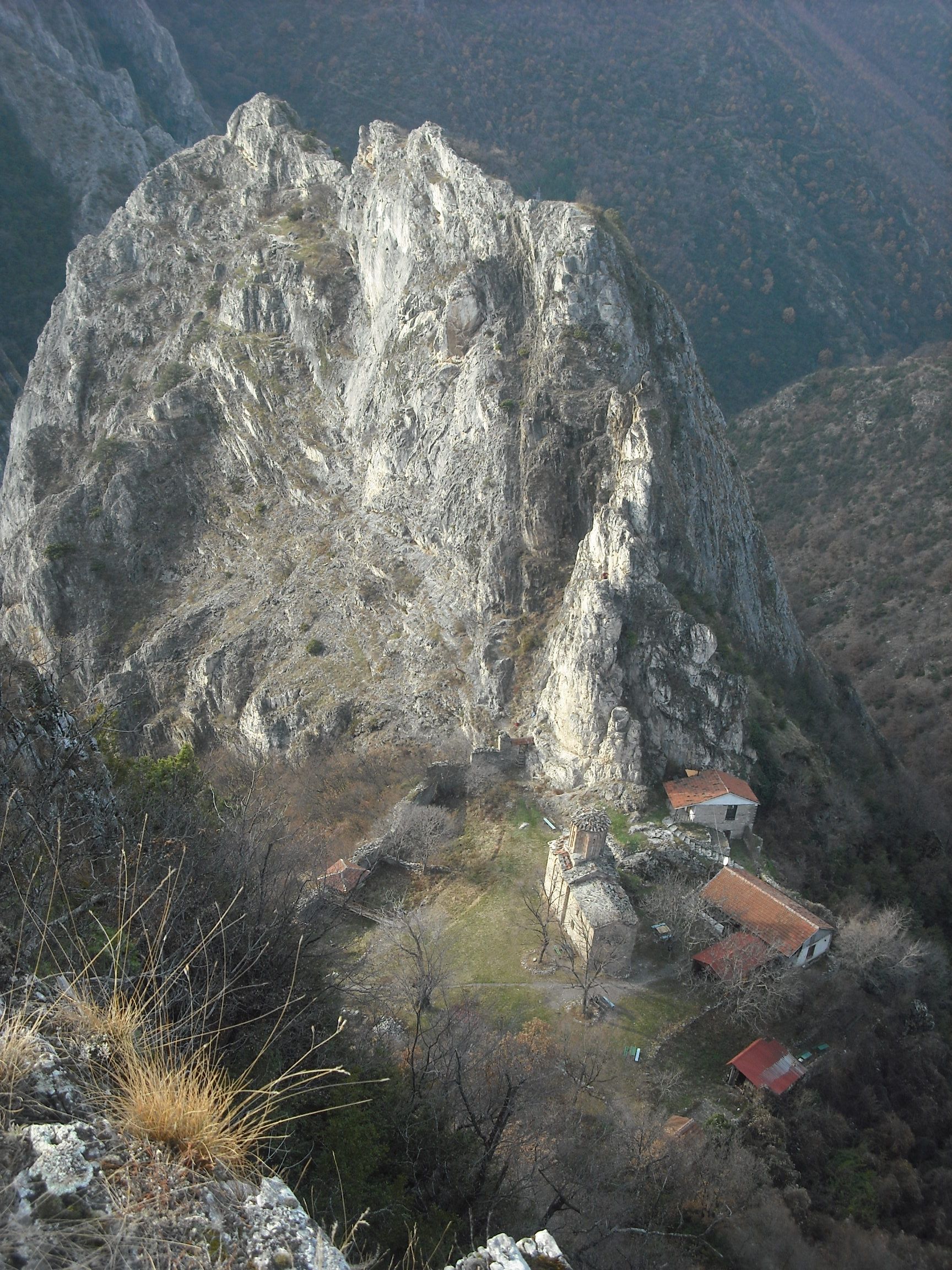
Monastère Saint-Nicolas.
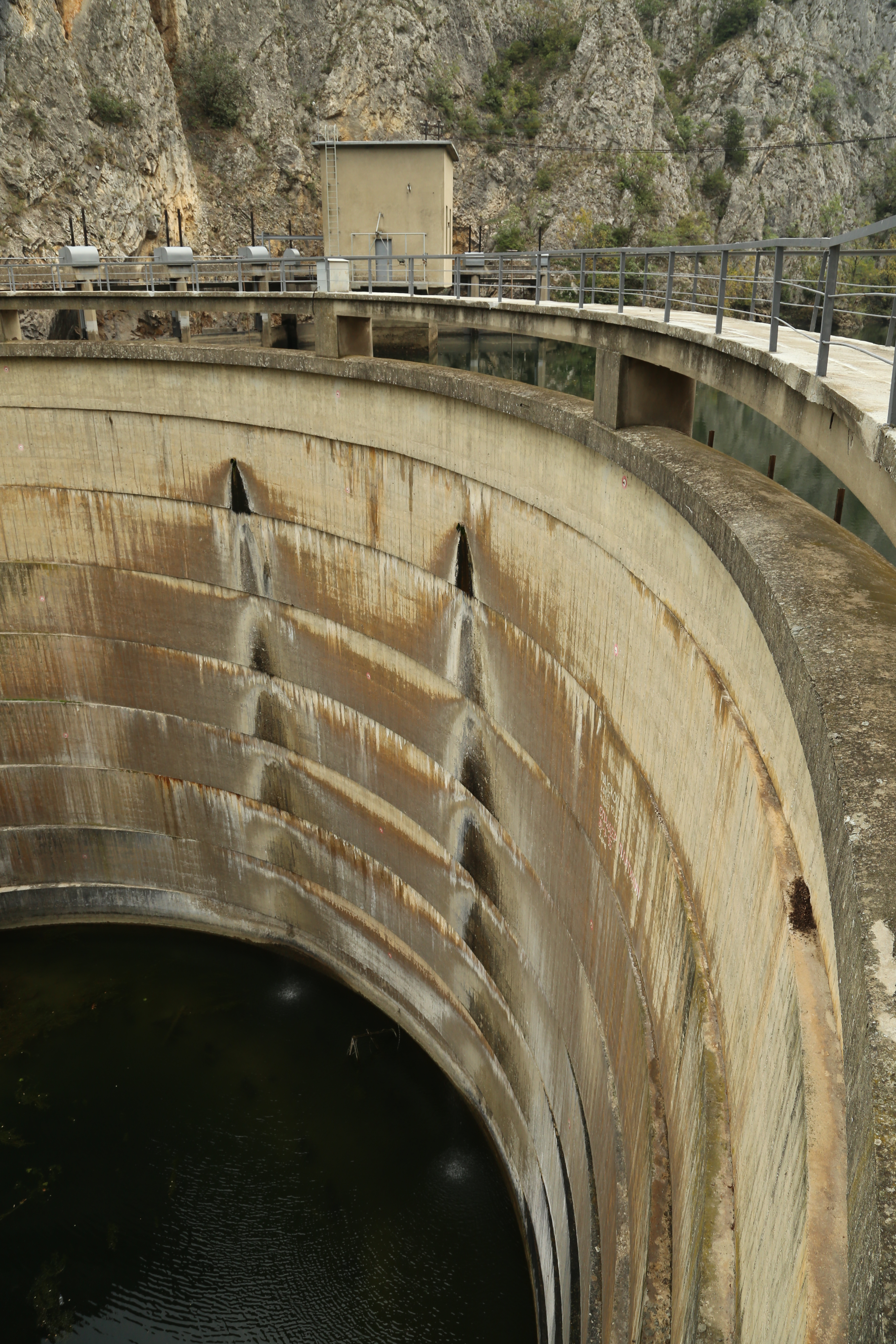
Barrage de Matka.
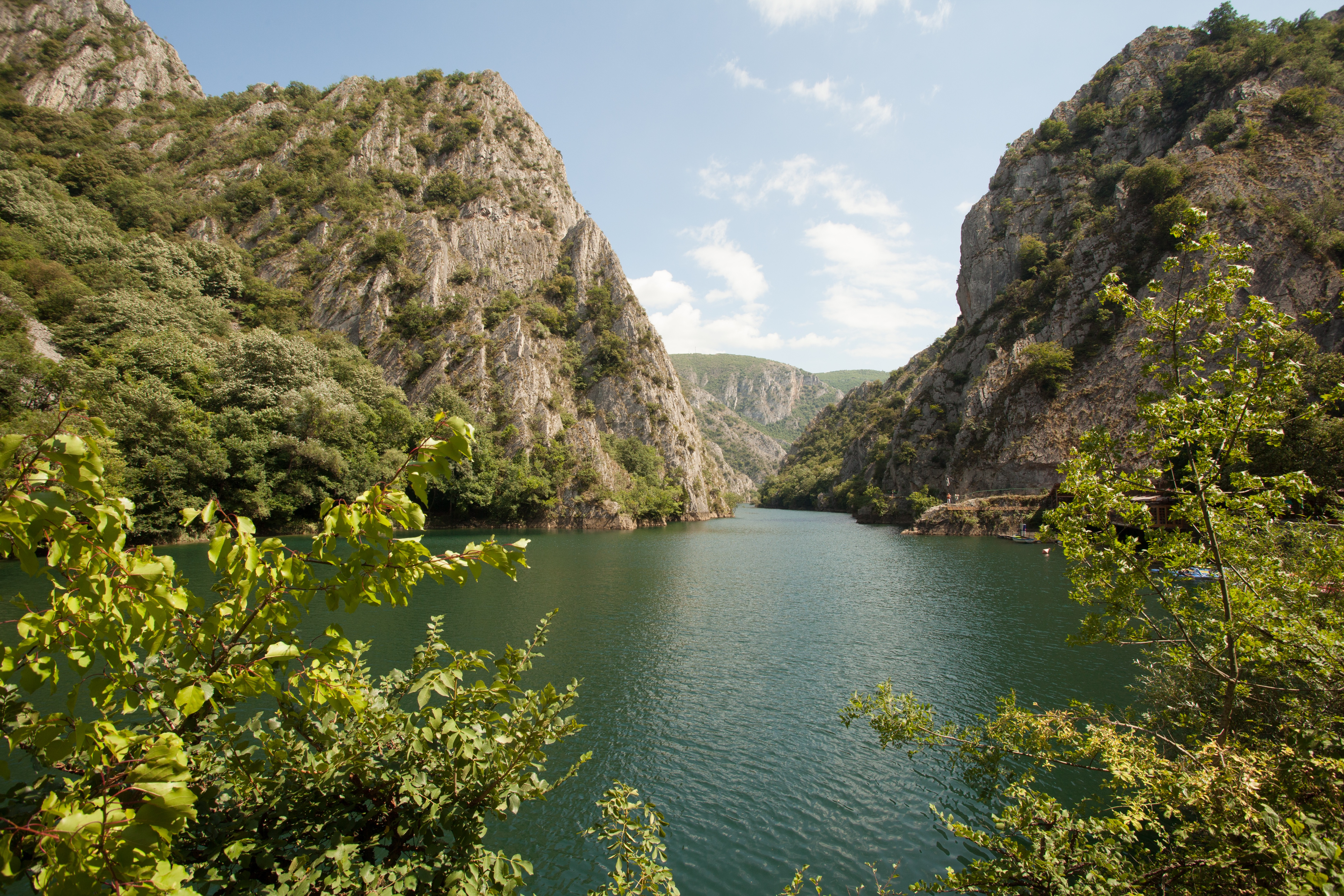
Lac de Matka.